# لورنزو لیبوتی
لورنزو لیبوتی (انگلیسی: Lorenzo Libutti؛ زادهٔ ۱۷ سپتامبر ۱۹۹۷) بازیکن فوتبال است.